# E, moj narode
E, moj narode peti je studijski album hrvatskog pjevača Marka Perkovića Thompsona. Album je 2002. godine objavila diskografska kuća Croatia Records.
Album je polučio uspješnice: "Iza devet sela", "E, moj narode", "Neću izdat ja", "Moj Ivane" i "Stari se".

## Popis pjesama
1. "Iza devet sela" (4:00)
2. "Ne varaj me" (4:15)
3. "E, moj narode" (4:56)
4. "Neću izdat ja" (4:08)
5. "Zeleno je bilo polje" (4:08)
6. "Radost s’ visina" (4:58)
7. "Reci, brate moj" (duet: Miroslav Škoro) (4:25)
8. "Moj Ivane" (3:33)
9. "Ne pitaj mene" (4:10)
10. "Stari se" (duet: Tiho Orlić) (3:45)
11. "Lijepa li si" (s gostima) (4:18)
12. "Geni kameni" (uživo) (6:02)

## Vanjske poveznice
- Discogs.com – E, moj narode